# Ski Center Latemar

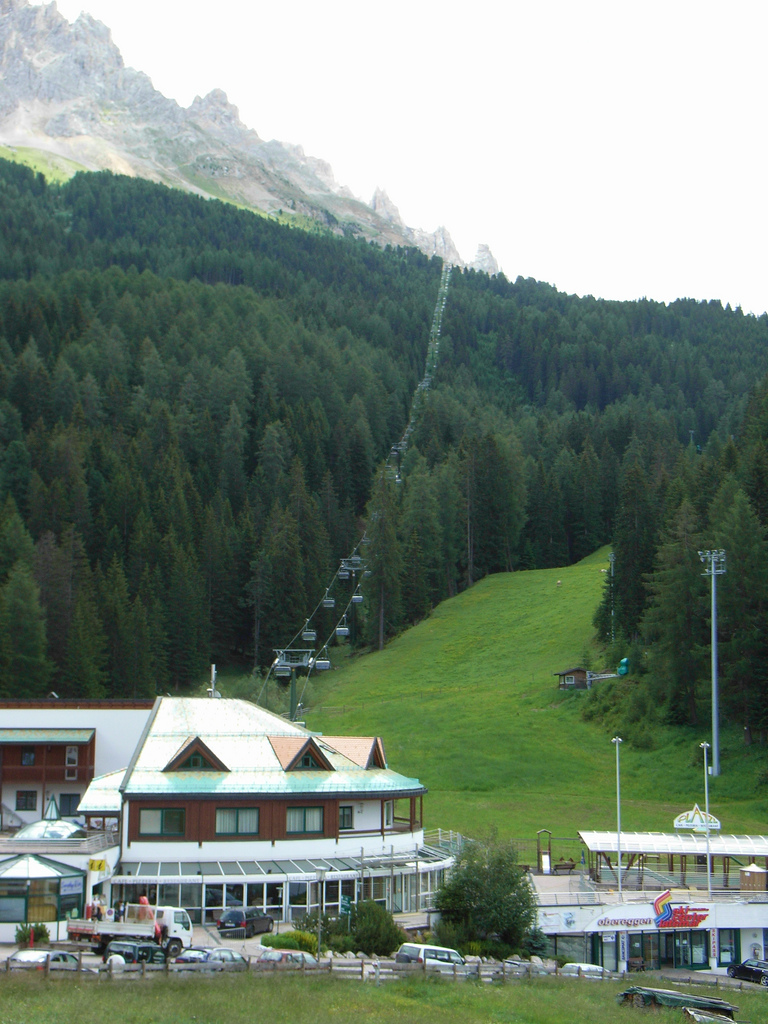
La seggiovia di Obereggen-Oberholz in estate

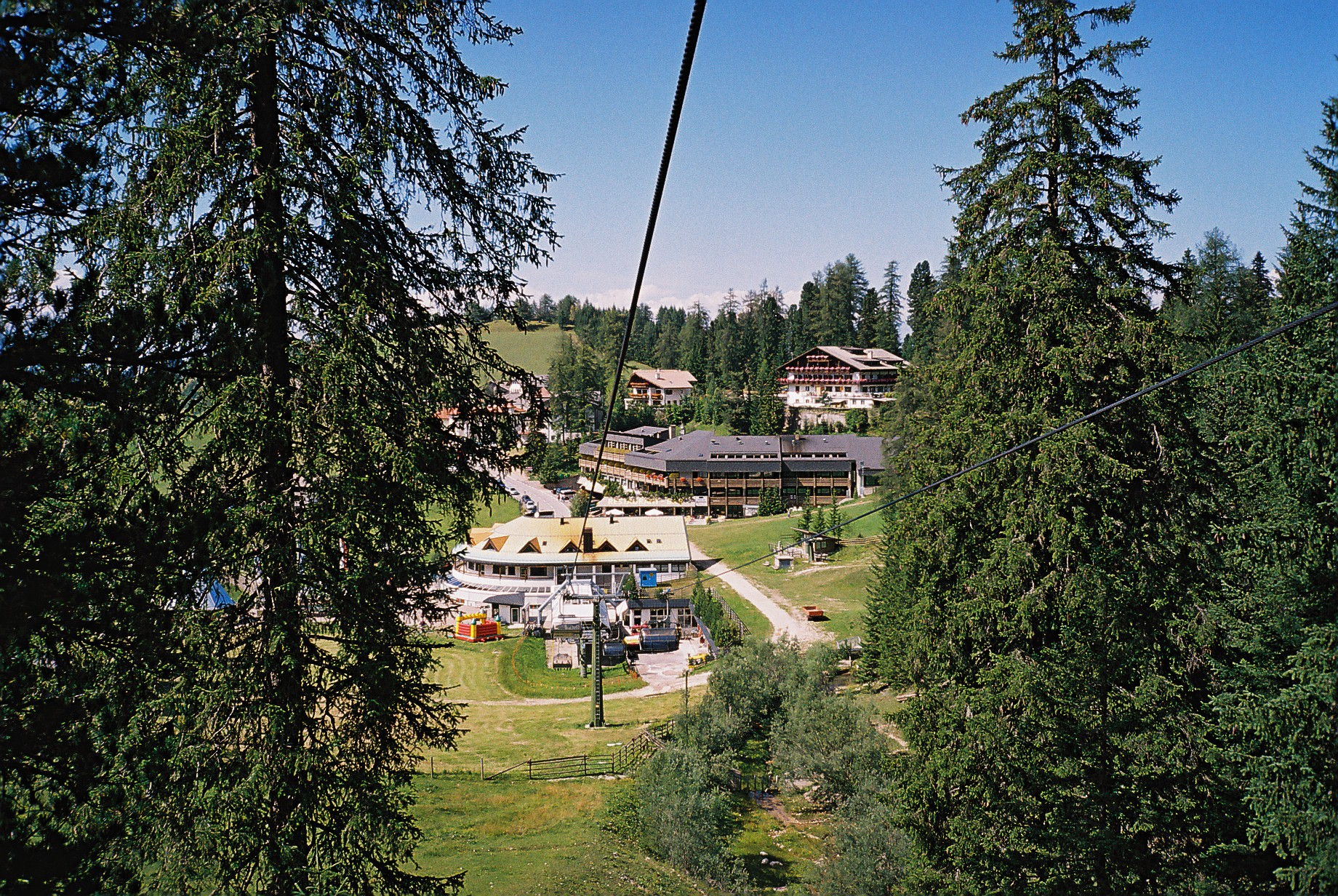
Seggiovia Oberholz

Lo Ski Center Latemar è una stazione sciistica tra la val di Fiemme e la val d'Ega, in  Trentino-Alto Adige, che comprende le piste da sci alpino delle località di Obereggen (nel comune di Nova Ponente), Pampeago (nel comune di Tesero) e Predazzo per un totale di 48 km di piste divise in 18 impianti di risalita. È nato nel 1970 ed è situato sui pendii del gruppo del Latemar e nelle sue propaggini del Doss Cappello, della Pala di Santa e del Monte Agnello. 
Tutti i 18 impianti di risalita sono collegati tra di loro creando un carosello interamente percorribile in inverno con gli sci ai piedi. Da Predazzo ci sono inoltre collegamenti tramite autobus con i comprensori dell'Alpe Cermis e dell'Alpe Lusia. L'accesso alle piste può avvenire sia da Obereggen (versante bolzanino) sia da Pampeago o Predazzo (versante trentino). Lo Ski Center Latemar fa parte del comprensorio Val di Fiemme/Obereggen nel Dolomiti Superski.

## Sciare in notturna
Il martedì, giovedì e venerdì la cabinovia Ochsenweide rimane aperta dalle 19.00 fino alle 22.00 per garantire il servizio di risalita per la pista illuminata artificialmente "Obereggen" e per la pista di slittino Laner.

## Piste da slittino
Nel comprensorio sono presenti 4 piste da slittino, due ad Obereggen, una a Pampeago e una a Predazzo. 

## Impianti di risalita
| n° | Nome                    | Versante  | Tipologia                            | Lunghezza (m) | Dislivello (m) | Portata oraria (persone ora) | Costruzione (anno-costruttore)                                                           |
| -- | ----------------------- | --------- | ------------------------------------ | ------------- | -------------- | ---------------------------- | ---------------------------------------------------------------------------------------- |
| 24 | Eben                    | Obereggen | sciovia                              | 558           | 110            | 720                          |                                                                                          |
| 20 | Oberholz                | Obereggen | seggiovia 4 agganciamento automatico | 1840          | 546            | 1800                         | 1988 Agamatic                                                                            |
| 22 | Ochsenweide             | Obereggen | cabinovia 8                          | 1301          | 290            | 2000                         | 1999 Agamatic                                                                            |
| 26 | Laner                   | Obereggen | telemix seggiovia 6 / cabinovia 8    | 505           | 100            | 2300                         | 2016 Leitner                                                                             |
| 21 | Absam Maierl            | Obereggen | seggiovia 6 agganciamento automatico | 1492          | 434            | 2800                         | 2006 Doppelmayr                                                                          |
| 23 | Reiterjoch              | Obereggen | seggiovia 8 agganciamento automatico | 604           | 172            | 2400                         | 2019 Leitner                                                                             |
| 25 | Obereggen               | Obereggen | seggiovia 4 agganciamento automatico | 572           | 95             | 2400                         | 2006 Doppelmayr                                                                          |
| 42 | Campanil                | Pampeago  | seggiovia 6 agganciamento automatico | 518           | 115            | 2650                         | 2022 Doppelmayr                                                                          |
| 27 | Pala di Santa           | Pampeago  | seggiovia 4 agganciamento automatico | 1120          | 375            | 2000                         | 2006 Doppelmayr                                                                          |
| 18 | Pala di Santa - Plateau | Pampeago  | sciovia                              | 890           | 190            | 720                          | Leitner                                                                                  |
| 17 | Latemar                 | Pampeago  | seggiovia 4 agganciamento automatico | 1071          | 255            | 2057                         | 1988 Agamatic                                                                            |
| 19 | Campo scuola Latemar    | Pampeago  | seggiovia 4 agganciamento fisso      | 378           | 43             | 1786                         | 2001 Leitner                                                                             |
| 15 | Agnello                 | Pampeago  | seggiovia 4 agganciamento automatico | 1124          | 420            | 2000                         | 1991 Agamatic                                                                            |
| 16 | Tresca                  | Pampeago  | seggiovia 4 agganciamento automatico | 1438          | 350            | 1600                         | 1998 Leitner (Rinnovata nella stagione 2023/2024 con nuove seggiole Premium Leitner.)    |
| 32 | Residenza               | Pampeago  | seggiovia 4 agganciamento automatico | 840           | 310            | 2400                         | 1995 Agamatic                                                                            |
| 31 | Gardoné - Passo Feudo   | Predazzo  | seggiovia 4 agganciamento automatico | 1700          | 550            | 2000                         | 1995 Agamatic                                                                            |
| 33 | Campo scuola Gardoné    | Predazzo  | seggiovia 4 agganciamento fisso      | 355           | 72             | 1800                         | 1997 Doppelmayr                                                                          |
| 30 | Stalimen - Gardoné      | Predazzo  | cabinovia 11                         | 2600          | 600            | 2400                         | 1995 Agamatic (Rinnovata nella stagione 2021/2022 con nuove cabine Diamond EVO Leitner.) |

## Piste
Il comprensorio vanta molteplici piste.

### Piste facili (blu)

#### Versante di Obereggen
- Eben [1]: campo scuola a Obereggen.
- Laner [4]: pista di collegamento verso la seggiovia Absam-Maierl, ottima per principianti.
- Toler [8]: pista di collegamento verso Obereggen.
- Pampeago [10]: collegamento con Pampeago.

#### Versante di Pampeago
- Campo Scuola Latemar [24]: campo scuola a monte della seggiovia Latemar.
- Panoramica [27]: stradina per il rientro per i meno esperti e collegamento alla seggiovia "Residenza-Passo Feudo".
- Campanil [23].

#### Versante di Predazzo
- Campo Scuola Gardoné [37]: campo Scuola a monte della telecabina che sale da Predazzo.

### Piste di media difficoltà (rosse)

#### Versante di Obereggen
- Oberholz [2]: pista di media-alta difficoltà.
- Absam [6]: pista lunga e divertente, collegamento con Pampeago.
- Zanggen [9]: pista non molto frequentata, anche se piacevole.
- Ochsenweide [3].

#### Versante di Pampeago
- Residenza [31]: inizia con un breve tratto di skiweg per poi proseguire su un lungo muro di media difficoltà;
- Tresca [30]: la pista più lunga di tutta la skiarea;
- Agnello e Naturale Agnello [28-29]: piste molto apprezzate, sempre con ottima neve data la loro esposizione;
- Val Todesca [25]: pista di rientro verso Pampeago;
- Pala di Santa - Plateau [20a]: pista molto ampia e panoramica sul gruppo del Latemar a monte della seggiovia Pala di Santa;
- Pala di Santa [21]: variante più facile del famoso muro della Pala di Santa;
- Self-time Campanil [22];
- Self-time Tresca [30d].

#### Versante di Predazzo
- Cinque Nazioni [35]: pista di media-alta difficoltà, sono presenti varie varianti (Variante Cinque Nazioni, rossa; Variante Slalom, nera).

### Piste difficili (nere)

#### Versante di Obereggen
- Maierl [5]: pista dove si svolgono gare di Coppa Europa di slalom speciale maschile.

#### Versante di Pampeago
- Pala di Santa [20]: la pista più ripida di tutta la skiarea (58% di pendenza massima);
- Prà Erto [26]: pista poco frequentata anche se particolarmente impegnativa;
- Canalone Agnello [28b]: variante impegnativa della pista Agnello (sono presenti altre varianti difficili nella zona: Variante Naturale Allenamento, Variante Dossi, Variante Muro Tresca).

#### Versante di Predazzo
- Torre di Pisa [38]: pista realizzata in tempi recenti (2012) molto lunga ed impegnativa.

### Snowpark e boardercross

#### Versante di Obereggen
- Night Park Obereggen: installazioni lungo la pista Obereggen.
- Obereggen Snowpark: jump, rail e box. Vicino alla pista Pampeago.
- Half Pipe: fa parte dell'Obereggen Snowpark.
- Boardercross Toler: lungo la pista omonima.

#### Versante di Pampeago
- Boardercross Residenza.
- Boardercross Campanil.